# آباره لس آنجلس
سیستم آباره لس آنجلس، متشکل از آباره لس آنجلس (آباره اوئنز ولی) و آباره دوم لس آنجلس، یک سیستم انتقال آب است که توسط اداره آب و برق لس آنجلس ساخته و اداره می‌شود. آباره اوئنز ولی توسط اداره آب این شهر، که در آن زمان دفتر آباره لس آنجلس نام داشت، تحت نظارت مهندس ارشد این اداره ویلیام مالهالند طراحی و ساخته شد. این سیستم آب را از رودخانه اوئنز در کوه‌های سیرا نوادای شرقی به لس آنجلس، کالیفرنیا منتقل می‌کند.
ساخت این آباره از ابتدا به عنوان جنگهای آبی کالیفرنیا مشهور، و از همان ابتدا بحث‌برانگیز بود، زیرا انحراف آب به لس آنجلس اوونز ولی را به عنوان یک جامعه مناسب کشاورزی از بین برد. ادامه عملیات منجر به بحث عمومی، قانونگذاری و دعوی‌ها در دادگاه بر سر تأثیرات زیست‌محیطی آباره بر دریاچه مونو و سایر اکوسیستم‌ها شده‌است.

## اثر بر لس آنجلس و شهرستان
بین سالهای ۱۹۰۹ و ۱۹۲۸، شهر لس آنجلس از ۶۱ مایل مربع به ۴۴۰ مایل مربع رشد کرد. این رشد عمدتاً به دلیل آباره بود و منشور شهر به گونه ای نوشته شده بود که در آن آمده بود که شهر لس آنجلس نمی‌تواند آب مازاد خود را به هیچ منطقه ای خارج از این شهر را بفروشد یا بدهد. مناطق پیرامونی برای آب به چاه‌ها و نهرها متکی بودند و با خشک شدن آنها، مردم این مناطق فهمیدند که اگر می‌خواهند آبیاری مزارع خود را ادامه دهند و آب خانگی خود را تأمین کنند، باید خود را به شهر لس آنجلس ضمیمه کنند.
رشد آن چنان سریع بود که به نظر می‌رسید نهایتاً شهر لس آنجلس به اندازه کل این شهرستان خواهد شد. ویلیام مالهالند با افزودن ظرفیت به آباره، با ساخت سد سینت فرانسیس که باعث ایجاد آب در مخزن سن فرنسیسکیتو شد، درخواست آب اضافی از رودخانه کلرادو را داد و شروع به گسیل داشتن مهندسین و معدن کاران برای پاکسازی مسیر تونل سن هاسینتو کرد که می‌دانست در ساخت قنات رودخانه کلرادو کلیدی است.

## نگارخانه

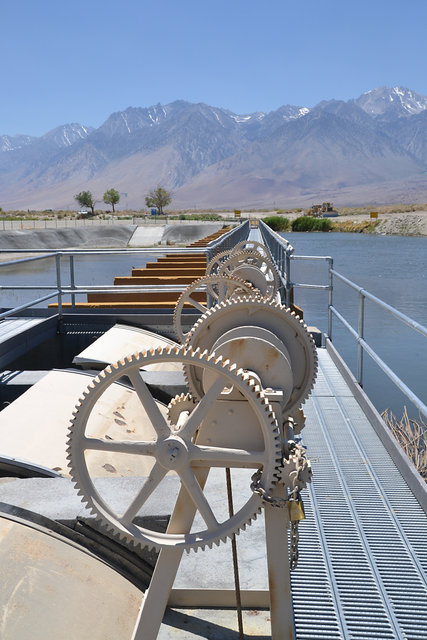
دروازه‌های انحرافی که جریان ورودی را به رودخانه پایین آونز کنترل می‌کنند
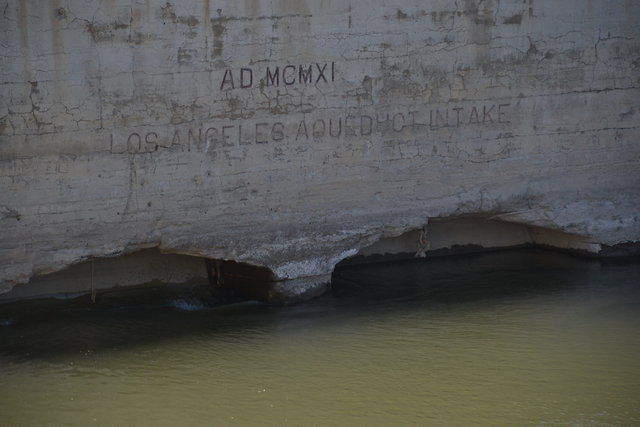
در جایی که آب از رودخانه اوونس هدایت می‌شود ، مصرف کنید
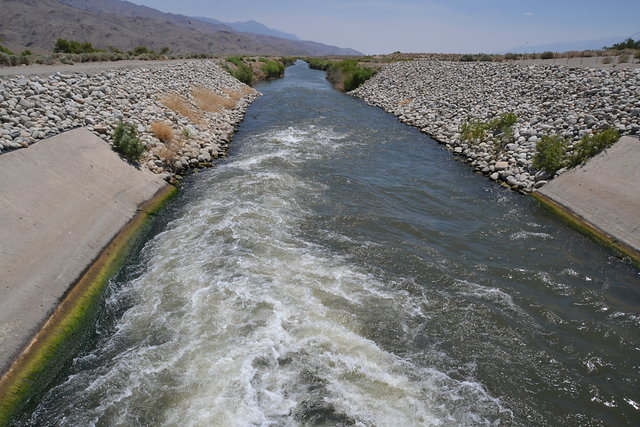
آب ورودی به قنات در انتهای شمالی آن
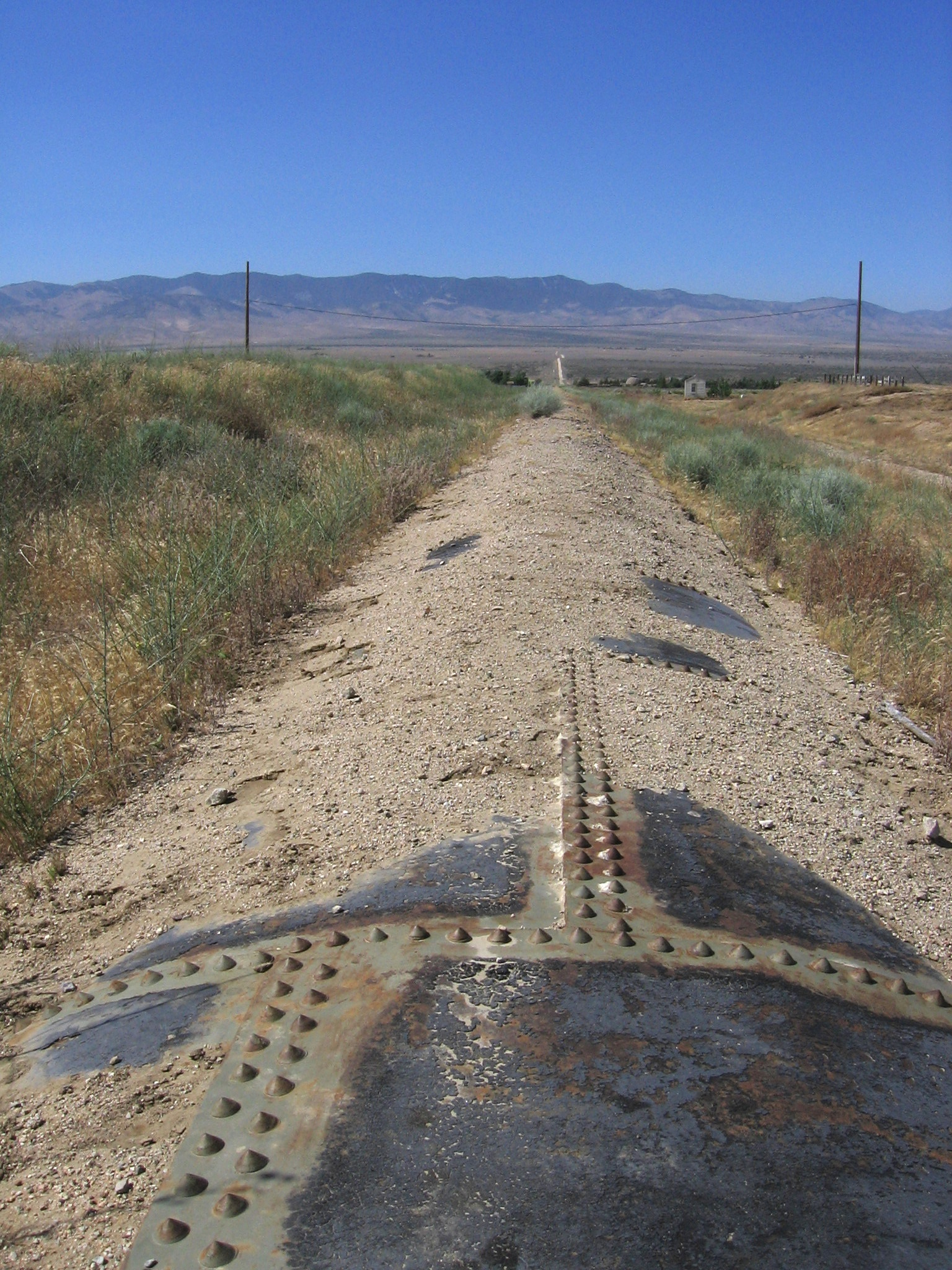
قنات لس آنجلس در دره آنتلوپ
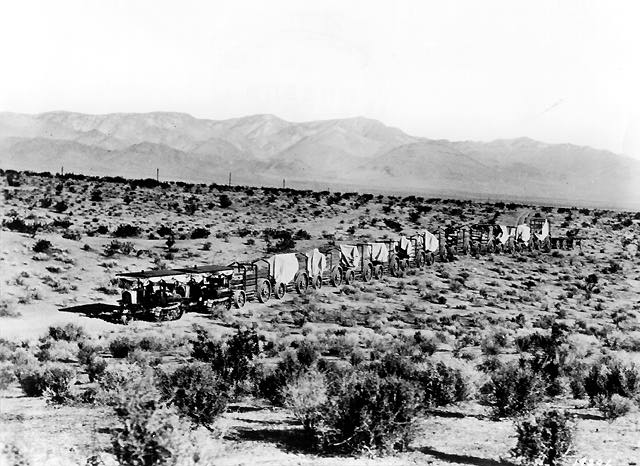
تراکتورهای هولت در حین ساخت اولین قنات در سال ۱۹۰۹ در محل کار
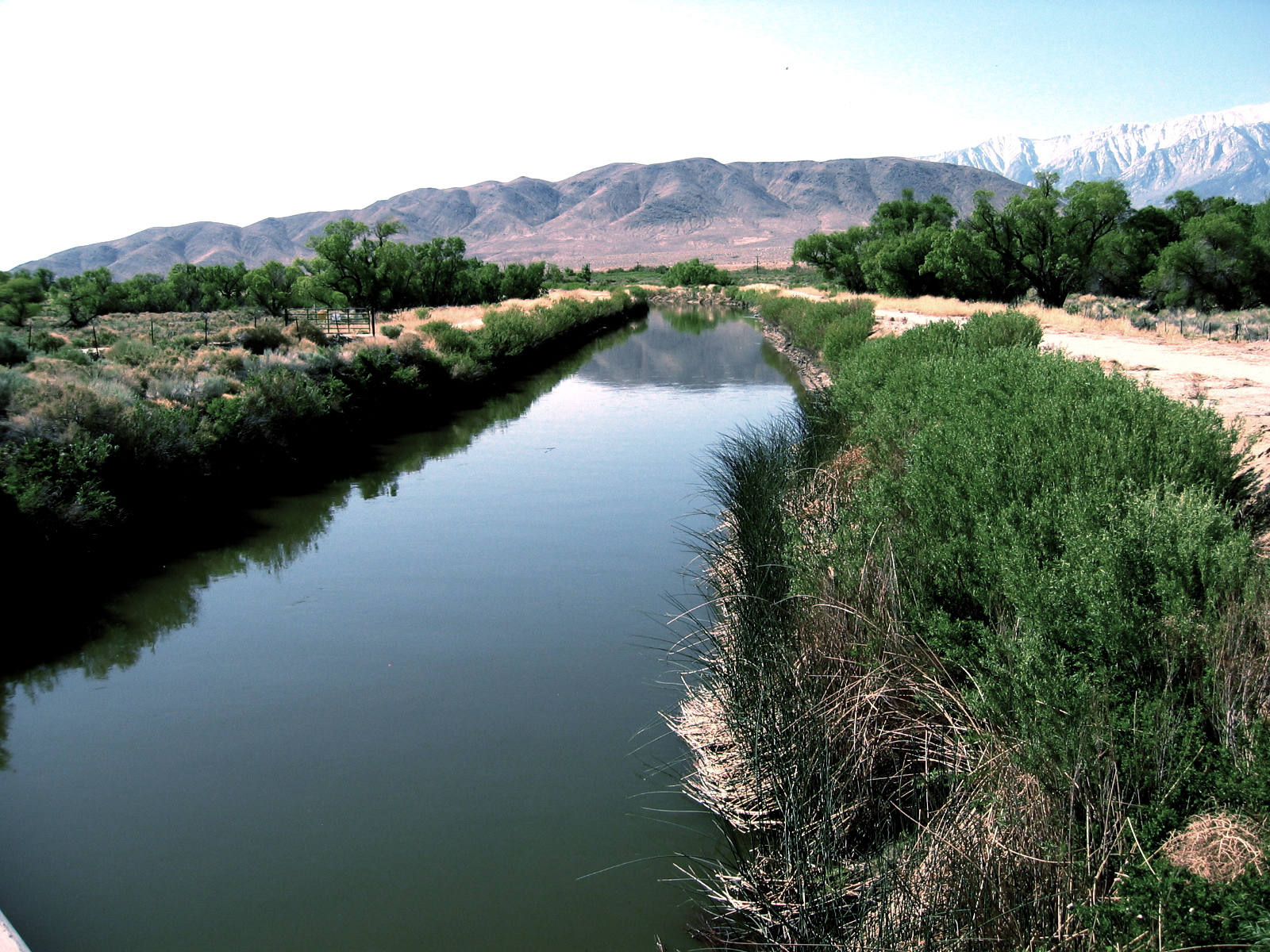
بخشی بدون خط از قنات لس آنجلس ، درست در جنوب منزنار ، نزدیک بزرگراه ۳۹۵ ایالات متحده
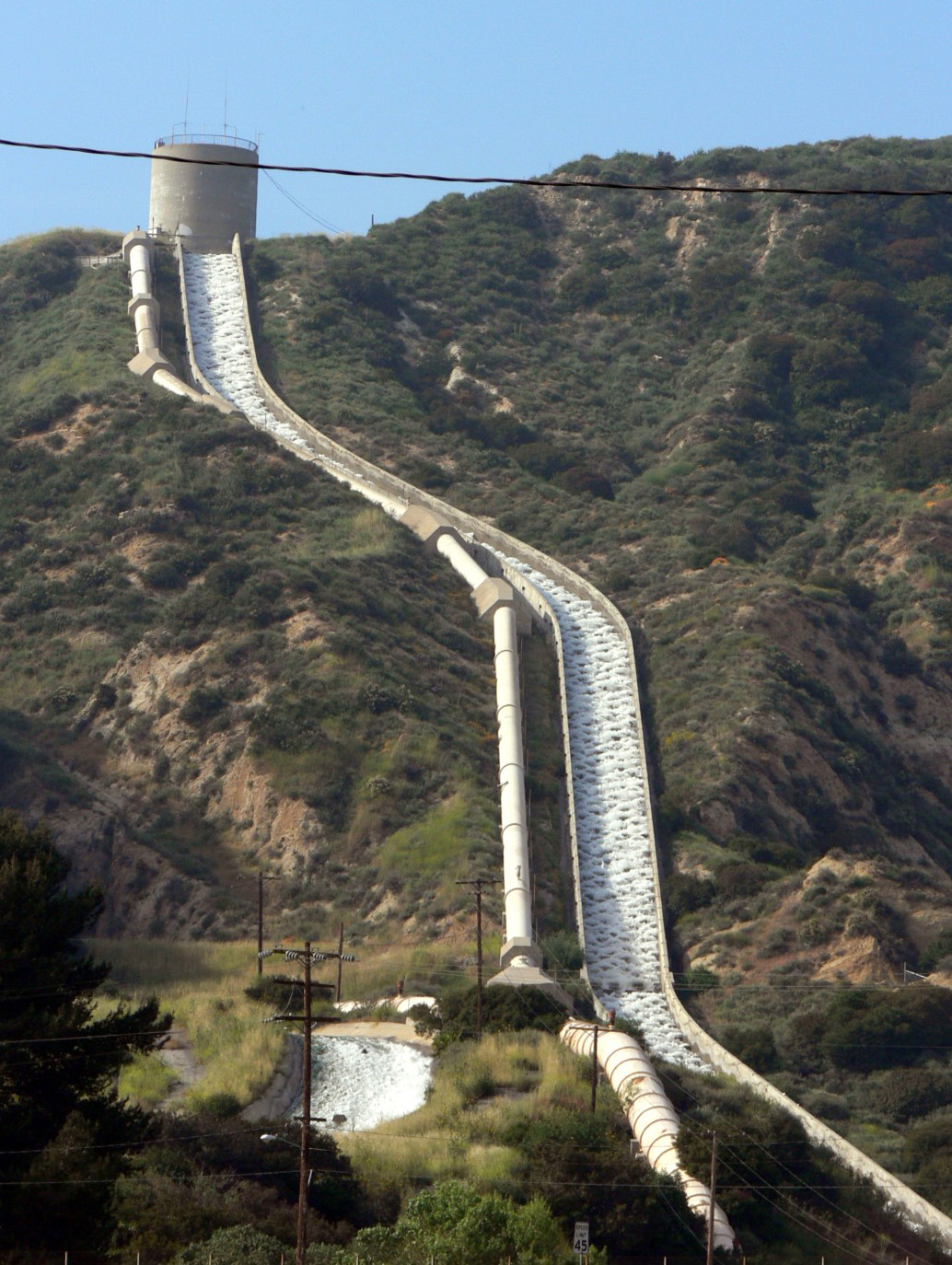
ساختار ترمینال و قلم فرنگی در بالا و در کنار آبشارهای جدید در قنات لس آنجلس در مجاورت پاس نیوهال
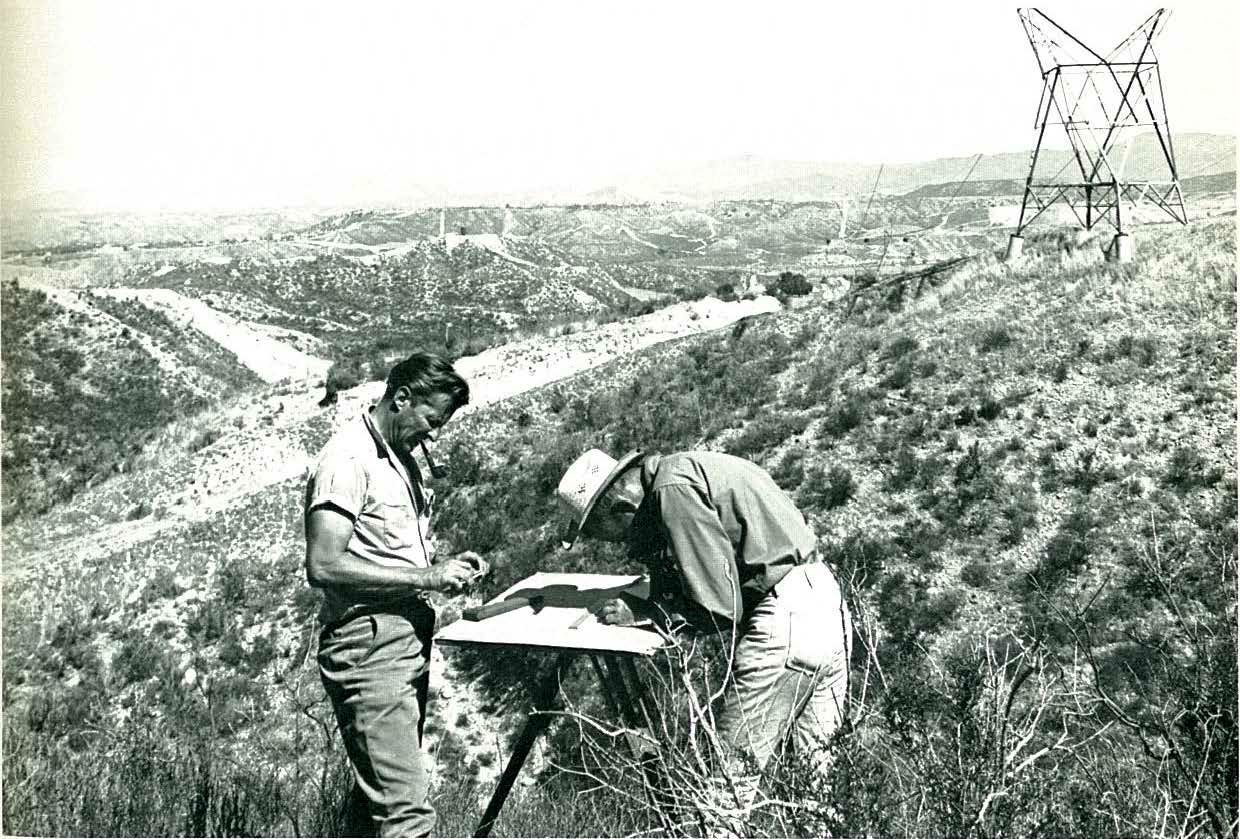
نقشه برداران گروه نقشه برداری توپوگرافی برای قنات دوم لس آنجلس.
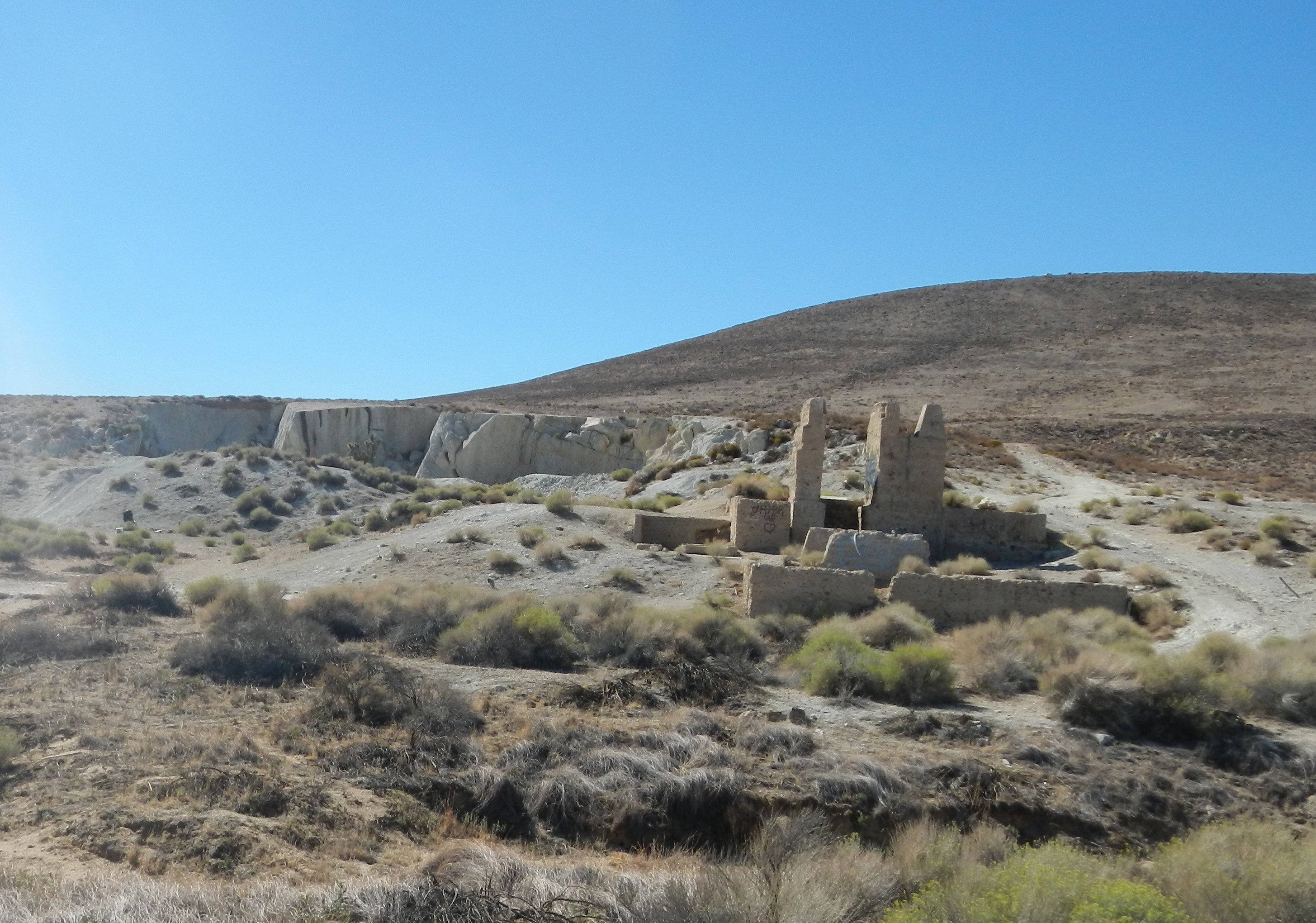
ویرانه‌های Fairmont Mill در ضلع شرقی Fairmont Butte . این آسیاب یکی از سه آسیایی بود که شهر برای تولید سیمان برای قنات لس آنجلس اجرا کرد.
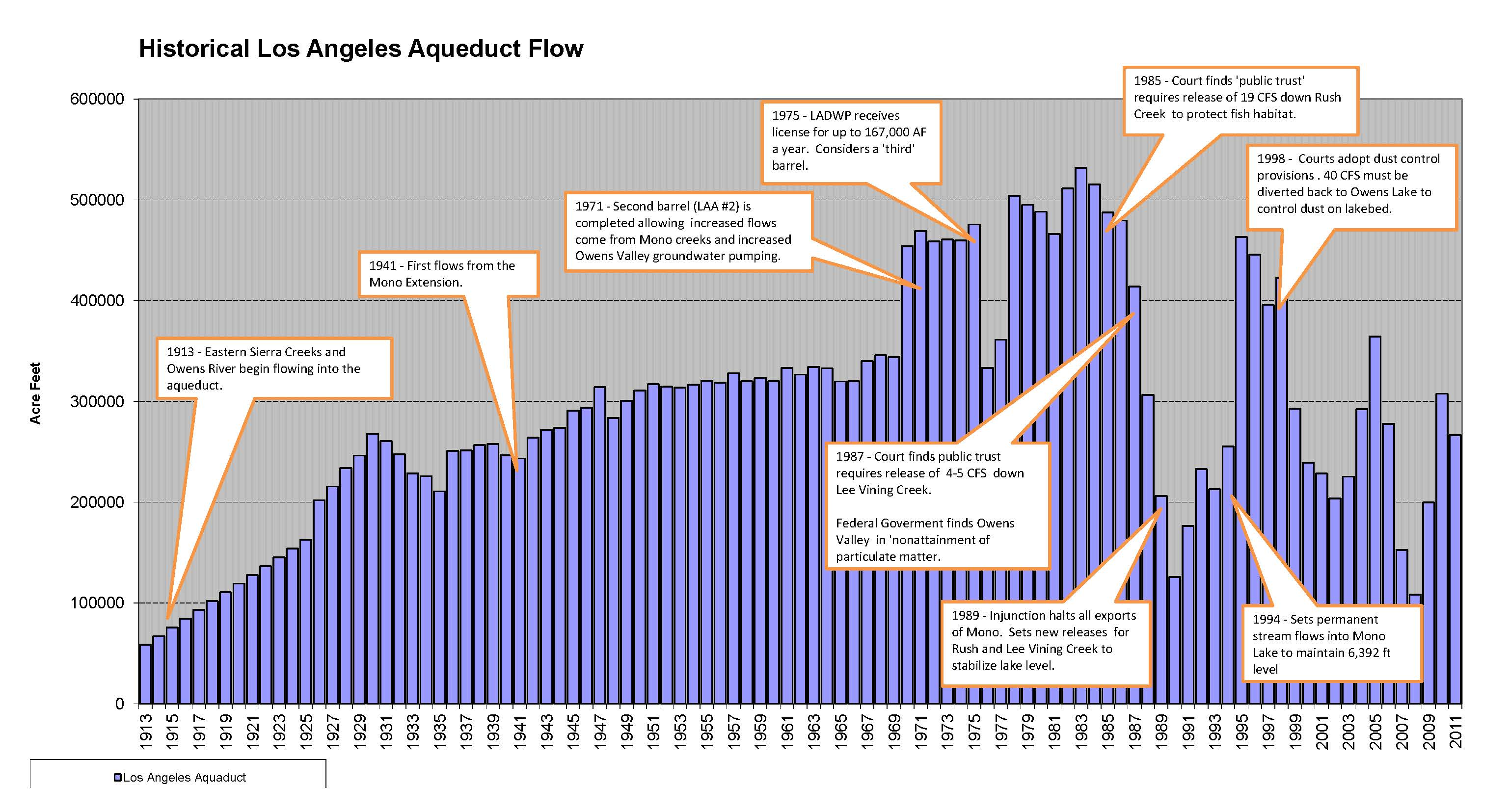
نمودار واردات آب از طریق سیستم قنات لس آنجلس از ۱۹۱۳ تا ۲۰۱۱ نشان می‌دهد.
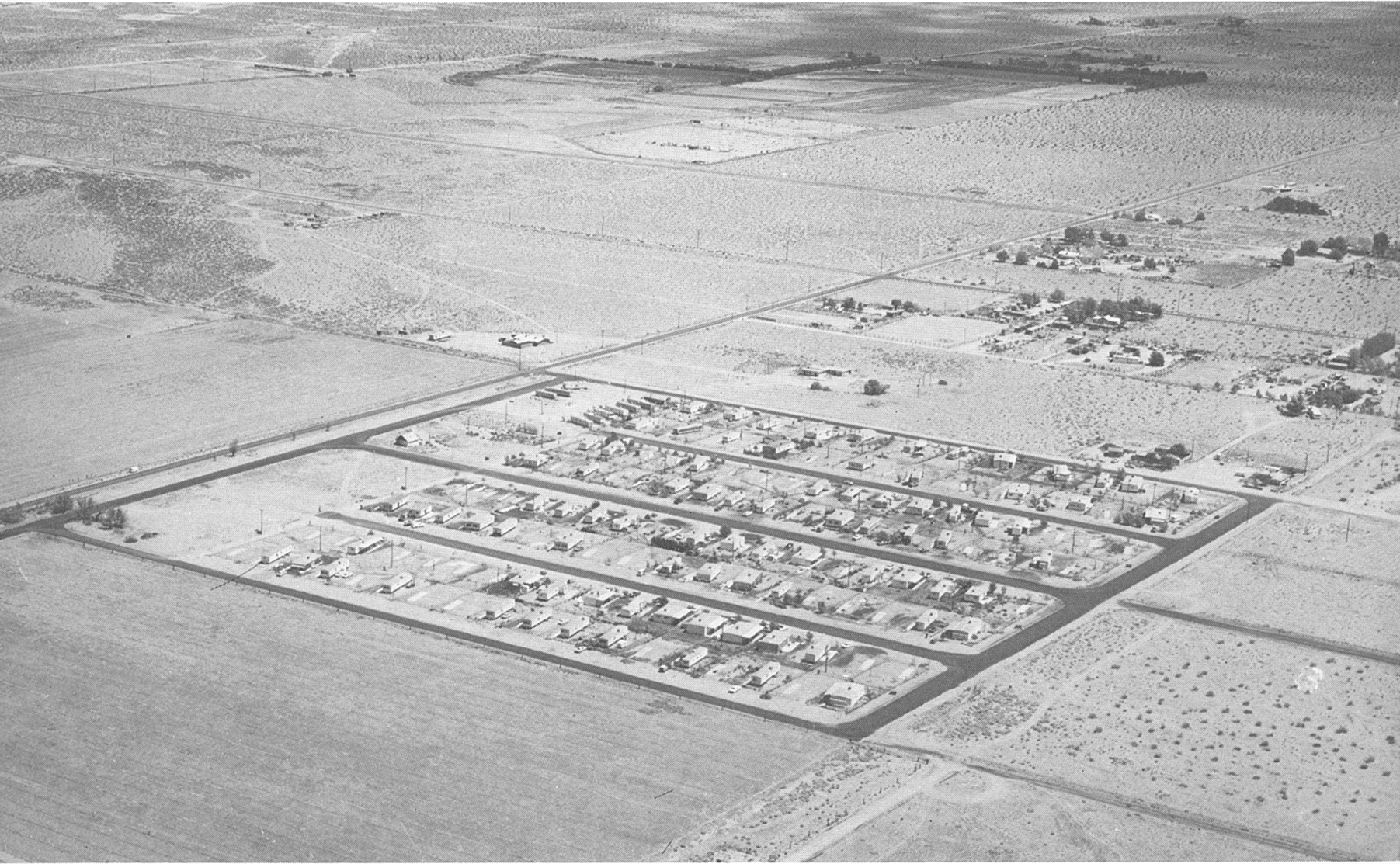
Shangri-La Estates در ریج‌کرست، کالیفرنیا برای تهیه مسکن موقتی برای پرسنل در حین ساخت SLAA ساخته شده‌است.
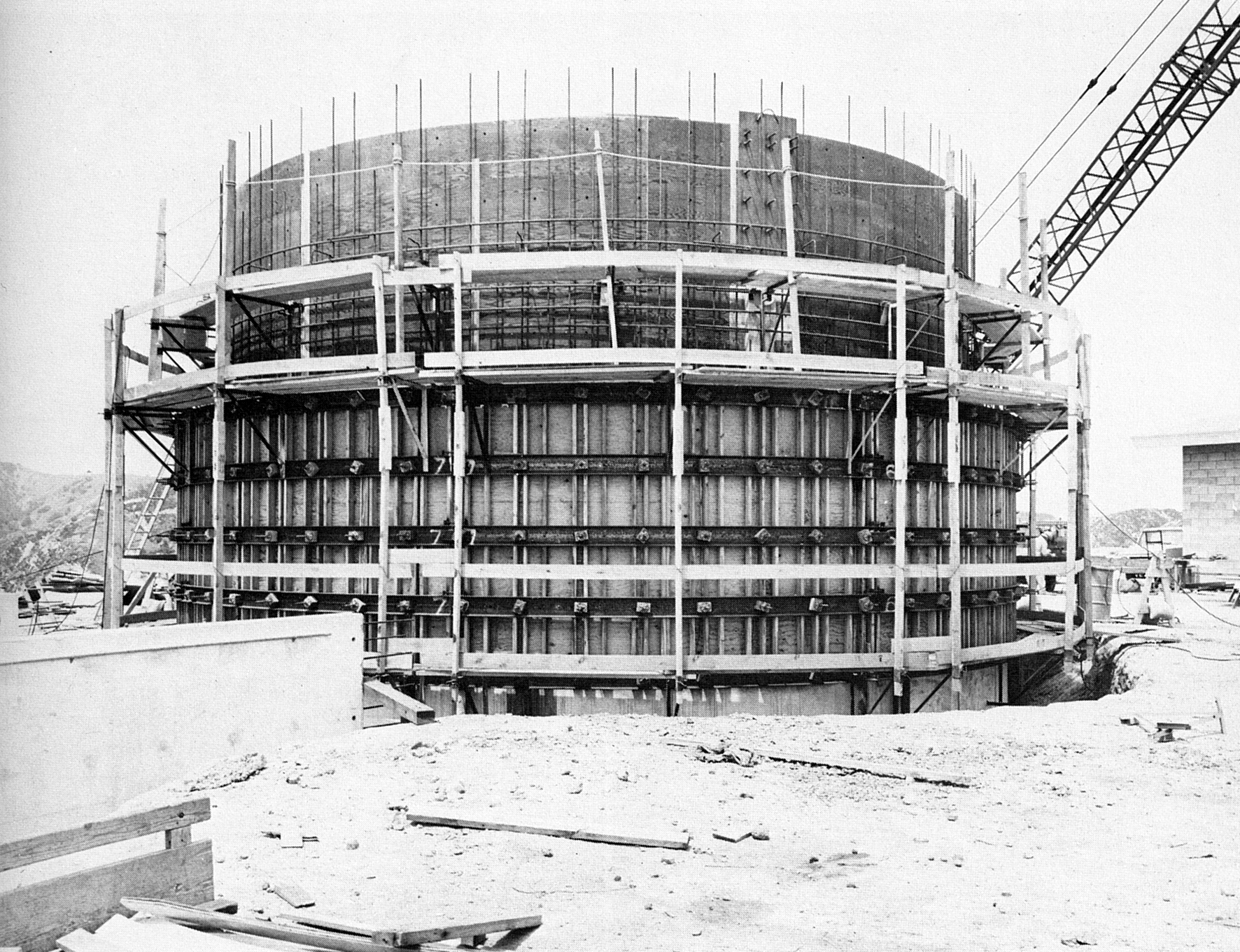
شکل‌گیری در محل برای ساختار ترمینال بالاتر از آبشار SLAA.
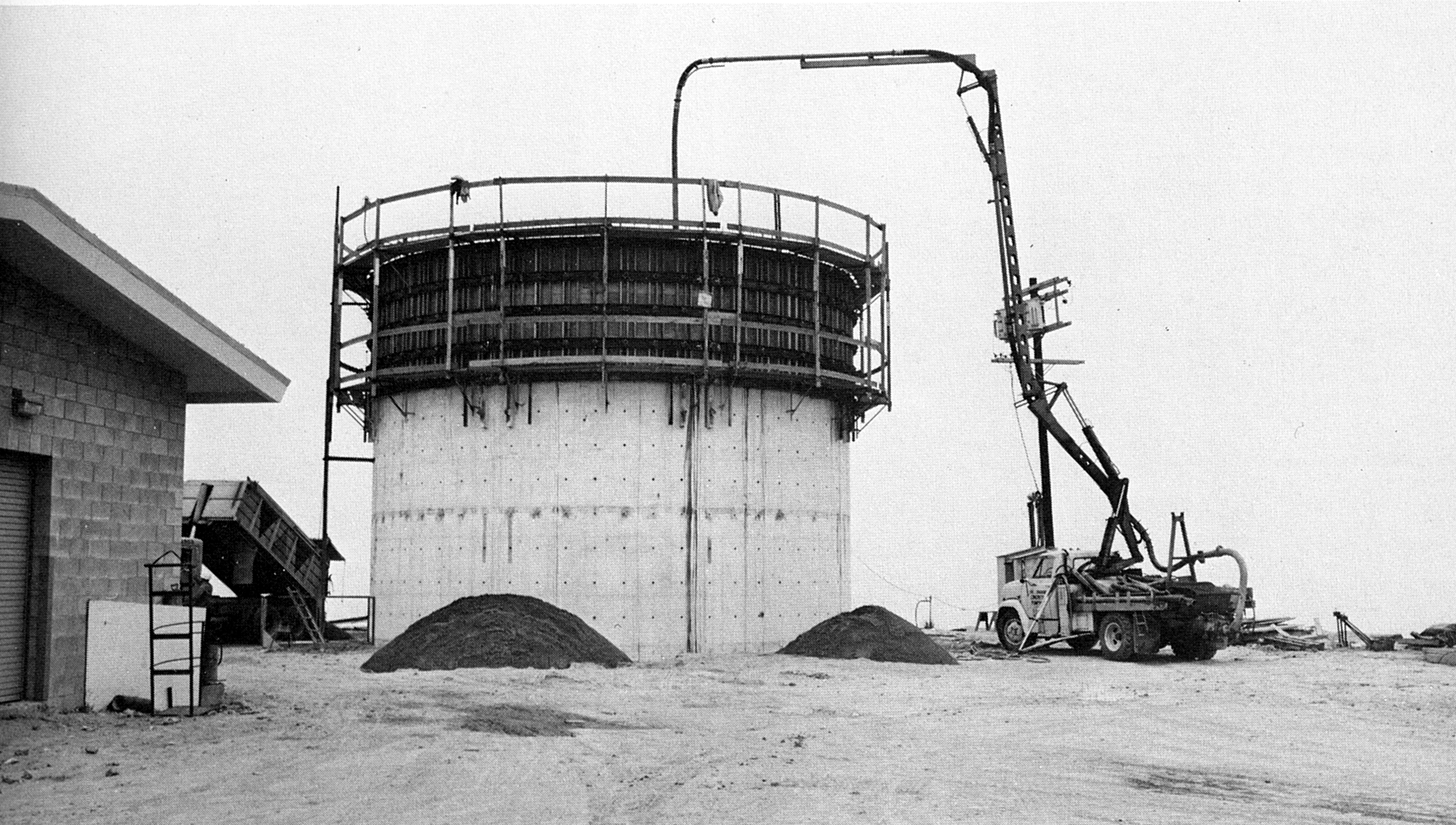
ریختن بتن برای سازه ترمینال در بالای آبشار SLAA.